# Challenger de Cherburgo 2017

El torneo Challenger La Manche 2017 fue un torneo profesional de tenis. Pertenece al ATP Challenger Series 2017. Se disputó su 24.ª edición sobre superficie dura bajo techo, en Cherburgo, Francia, entre el 13 y el 19 de febrero de 2017.

## Jugadores participantes del cuadro de individuales
| Favorito | País                     | Jugador           | Rank1 | Posición en el torneo |
| -------- | ------------------------ | ----------------- | ----- | --------------------- |
| 1        | Bandera de Francia       | Jérémy Chardy     | 68    | Primera ronda         |
| 2        | Bandera de Ucrania       | Illya Marchenko   | 91    | Primera ronda         |
| 3        | Bandera de Francia       | Julien Benneteau  | 128   | Semifinales           |
| 4        | Bandera de Eslovaquia    | Norbert Gombos    | 133   | Cuartos de final      |
| 5        | Bandera de Corea del Sur | Lee Duck-hee      | 136   | Segunda ronda         |
| 6        | Bandera de Alemania      | Peter Gojowczyk   | 146   | Cuartos de final      |
| 7        | Bandera de Italia        | Luca Vanni        | 148   | Segunda ronda         |
| 8        | Bandera de Bielorrusia   | Uladzimir Ignatik | 149   | Primera ronda         |

- 1 Se ha tomado en cuenta el ranking del 6 de febrero de 2017.

### Otros participantes
Los siguientes jugadores recibieron una invitación (wild card), por lo tanto ingresan directamente al cuadro principal (WC):
- Geoffrey Blancaneaux
- Maxime Janvier
- Axel Michon
- Alexandre Sidorenko

Los siguientes jugadores ingresan al cuadro principal tras disputar el cuadro clasificatorio (Q):
- Filip Krajinović
- Daniel Masur
- Corentin Moutet
- Hugo Nys

## Campeones

### Individual Masculino
- Mathias Bourgue derrotó en la final a  Maximilian Marterer, 6–3, 7–6(3)

### Dobles Masculino
- Roman Jebavý /  Igor Zelenay derrotaron en la final a  Dino Marcan /  Tristan-Samuel Weissborn, 7–6(4), 6–7(4), [10–6]